# Lechosław Domański
Lechosław (Leszek) Jan Józef Domański ps. „Zeus” (ur. 24 czerwca 1913 w Janowie Podlaskim, zm. prawd. w maju 1941) – harcmistrz, bohater książki Kamienie na szaniec, geograf, przewodniczący Pogotowia Harcerzy, członek pierwszej wojennej Głównej Kwatery Harcerzy ZHP – Pasieki Szarych Szeregów, wizytator Polski Wschodniej.

## Wczesne lata
Był synem lekarza powiatowego Zygmunta Domańskiego i Jadwigi z Mirowiczów. Trzy lata swego dzieciństwa spędził z rodziną w Rosji, w kurortach w Anapie i Teodozji, gdzie wyleczył się z krzywicy. Po powrocie do kraju zamieszkał początkowo w Siedlcach, a następnie w Krasnymstawie. W 1925 roku podjął naukę w Państwowym Gimnazjum im. Adama Mickiewicza w Nowogródku, gdzie jego ojciec został wojewódzkim inspektorem lekarskim. Tam też wstąpił do harcerstwa, do 1. Nowogródzkiej Drużyny Harcerzy. W tym okresie nawiązał też kontakty z 13. Wileńską Drużyną, słynną Czarną Trzynastką.

Po pięciu latach, po śmierci ojca, wraz z matką oraz bratem przeniósł się do Warszawy. Rozpoczął studia prawnicze na Uniwersytecie Warszawskim, po czym przeniósł się na Wydział Matematyczno-Przyrodniczy. Ciężka choroba (tyfus oraz zapalenie opłucnej) zmusiła go do przerwania nauki. Po powrocie do zdrowia kontynuował naukę na Uniwersytecie Stefana Batorego w Wilnie. 

## Harcerstwo
W Wilnie działał w harcerstwie, był przybocznym drużynowego Czarnej Trzynastki. Uczestniczył m.in. w Zlocie Skautowym w Pradze oraz IV Światowym Zlocie Skautowym Jamboree na Węgrzech. W 1935 roku ukończył kurs instruktorów zuchowych. W roku następnym został kierownikiem Wydziału Kształcenia Starszyzny Chorągwi Wileńskiej. Brał udział w wyprawie instruktorskiej do Stanów Zjednoczonych. W 1937 roku został mianowany harcmistrzem. Również pod koniec tego roku został p.o. Kierownika Wydziału Drużyn Głównej Kwatery Harcerzy.
W 1938 roku objął funkcję komendanta Szczepu 23. WDH przy I Państwowym Gimnazjum i Liceum im. Stefana Batorego w Warszawie, w którym był nauczycielem geografii (w latach 1938–1940). Według Aleksandra Kamińskiego miał niezwykle dobry kontakt z młodzieżą. Kładł nacisk na rozwój własnej osobowości oraz dbał o rozwijanie pasji swoich uczniów. 
W sierpniu 1939 roku objął kierownictwo Komisji Pogotowia oraz funkcję p.o. Naczelnika Harcerzy po wyjeździe Zbigniewa Trylskiego z kraju oraz zmobilizowaniu szefa Głównej Kwatery Harcerzy, Tadeusza Borowieckiego. Po apelu pułkownika Romana Umiastowskiego. W dniu 6 września 1939 r. wyruszył z batalionem harcerskim w kierunku Mińska Mazowieckiego. Po agresji ZSRR na Polskę (17 września 1939) i rozwiązaniu batalionu, powrócił do Warszawy na początku października i od razu zaczął nawiązywać konspiracyjne kontakty. Został członkiem kierownictwa Szarych Szeregów. 

## Aresztowanie i śmierć
W marcu 1940 r. wyruszył do Wilna, by poznać sytuację tamtejszego podziemnego harcerstwa. Podczas przekraczania granicy litewsko-białoruskiej w Ejszyszkach został aresztowany a następnie osadzony w więzieniu w Lidzie. W maju 1940 r. przewieziony do więzienia NKWD w Mińsku i tu wielokrotnie przesłuchiwany nie przyznał się do zarzucanych mu czynów (m.in. działania przeciwko sowieckiej władzy). W 1941 roku Kolegium Sądu Najwyższego ZSRR wydało na niego wyrok śmierci przez rozstrzelanie. Zginął prawdopodobnie w maju 1941 roku.